# UTC+07:30
UTC+7:30 était un fuseau horaire qui a existé à Singapour et dans la partie occidentale de la Malaisie.
En 1941 et 1942, les deux régions utilisèrent une heure d'été en avance de 7 h 30 min par rapport à GMT. Après l'occupation japonaise, elles reprirent GMT+7:30 comme heure d'été entre 1945 et 1970.
Singapour se décala toute l'année à GMT+7:30 en 1970 (puis à UTC+7:30 après l'adoption du temps universel coordonné en 1972) jusqu'à la fin 1981. Au 1er janvier 1982, Singapour et la Malaisie passèrent à UTC+8.
Le fuseau horaire n'a plus été employé depuis.